# Métal hurlant

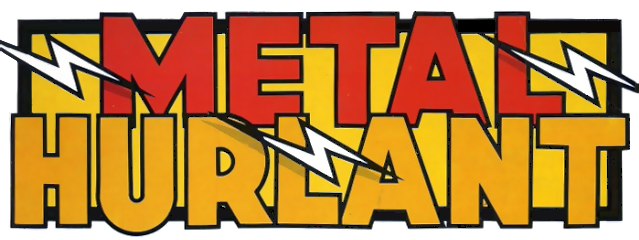
Métal hurlant logo.

Métal Hurlant, een Frans stripblad, verscheen voor het eerst in 1975 als uitgave van Les Humanoïdes Associés, een uitgeverij die eerder dat jaar werd opgericht door Moebius, Jean-Pierre Dionnet, Philippe Druillet en Bernard Farkas. Vanaf de jaren 1980 ging de verkoop van stripbladen voor volwassenen achteruit, door de veralgemening van albumuitgaven van stripverhalen. Het laatste nummer van Métal Hurlant verscheen in 2006.
Er verschenen (slechts) vier tijdschriften in het Nederlands onder de naam Zwaar Metaal. Het tijdschrift wordt nog altijd in het Engels uitgegeven onder de naam Heavy Metal.